# Ipomoea macdonaldii
Ipomoea macdonaldii är en vindeväxtart som beskrevs av E.Carranza. Ipomoea macdonaldii ingår i släktet praktvindor, och familjen vindeväxter. Inga underarter finns listade i Catalogue of Life.